# 康敉
康敉（1832年—1906年），字仲撫、號杏村，甘肅鞏昌府安定縣（今甘肅省定西縣）人，清朝政治人物、進士出身。

## 生平
從師馬疏、楊維屏、吳福年。咸豐九年，鄉試中舉；同治元年，登進士。同治七年，任禮部候補主事。同治十一年，任禮部候補員外郎。同治十三年，丁父憂。光緒二年，升任禮部儀制司員外郎。光緒十年，任祠祭司郎中。光緒十五年，任山東泰安府知府。